# Gill (Massachusetts)
Pour les articles homonymes, voir Gill.
Gill est une ville du Comté de Franklin dans l’État du Massachusetts.
Elle a été incorporée en 1793.
Sa population était de 1 551 habitants en 2020.